# Salomon Koninck

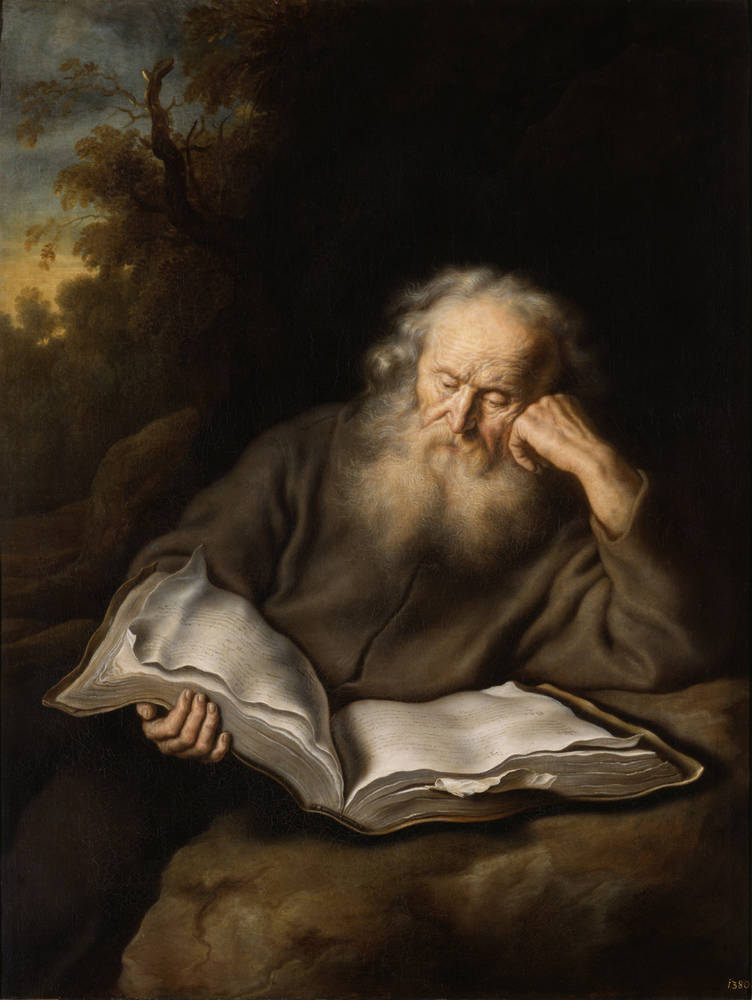
Der Eremit, Gemäldegalerie Alte Meister Dresden

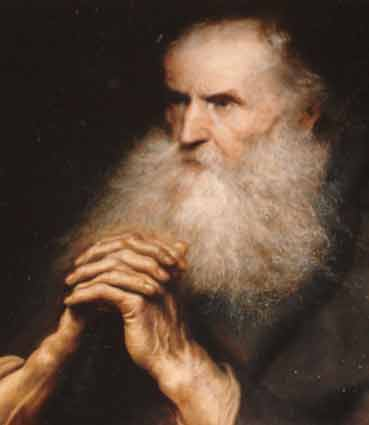
Bildnis eines alten Mannes, Staatliches Museum Schwerin

Salomon Koninck (* 1609 in Amsterdam; † 8. August 1656 ebenda) war ein niederländischer Maler und Radierer.
Er war der Sohn eines Goldschmiedes aus Antwerpen und Schüler Pieter Lastman, David Colijns, François Venant und Claes Corneliszoon Moeyaert. War seit 1630 Mitglied der Malergilde (Lukasgilde) zu Amsterdam. Er hatte sich bei Rembrandts gebildet, in dessen Weise er Porträts und Historienbilder malte (jedoch in geringerer Kraft des Ausdrucks und geringerem Reichtum des Kolorits) und diese verkaufte. Alte Männer mit Bart (Philosophen) war ein beliebtes Thema.
Bilder von ihm befinden sich unter anderem in Berlin (Berufung des Matthäus zum Apostelamt; Krösus zeigt Solon seine Schätze), Schwerin (Bildnis eines alten Mannes), Dresden (Der Eremit; Der Astronom), Braunschweig und Wien (Bildnis eines alten Mannes).